# NGC 7836
NGC 7836 este o infrared source⁠(d) situată în constelația Andromeda. A fost descoperită în 20 septembrie 1885 de către Lewis A. Swift. Se află la o distanță de 80,91 de megaparseci de Pământ.